# Опочка
Опочка (на руски: Опочка) е град в Русия, административен център на Опочецки район, Псковска област. Населението на града към 1 януари 2018 година е 10 144 души.